# Froot
Froot (stylizováno jako FROOT) je třetí studiové album velšské zpěvačky Marina and the Diamonds, vydané 13. května 2015. Původně k tomu mělo dojít už 3. dubna téhož roku, ale kvůli předčasnému nelegálnímu zveřejnění některých písní došlo k odložení. Na propagaci alba proběhlo celosvětové turné, Neon Nature Tour. Titulní skladbou je stejnojmenná píseň „Froot“, vydaná jako singl 11. listopadu 2014.

## Seznam písní
| Pořadí | Název písně       | Délka |
| ------ | ----------------- | ----- |
| 1.     | Happy             | 4:03  |
| 2.     | Froot             | 5:31  |
| 3.     | I'm a Ruin        | 4:32  |
| 4.     | Blue              | 4:14  |
| 5.     | Forget            | 4:09  |
| 6.     | Gold              | 4:14  |
| 7.     | Can't Pin Me Down | 3:25  |
| 8.     | Solitaire         | 4:37  |
| 9.     | Better Than That  | 4:36  |
| 10.    | Weed              | 4:07  |
| 11.    | Savages           | 4:16  |
| 12.    | Immortal          | 5:12  |

## Nepoužité písně
- „I'm Not Hungry Anymore“
- „Savior"